# René Turrek
René Turrek (* 1977 in Osnabrück) ist ein deutscher Graffitikünstler.

## Leben und Werk
Seit seinem 16. Lebensjahr besprühte Turrek unter dem Sprayernamen „West“ nachts Autobahnbrücken und Schallwände mit Graffiti. Wegen Sachbeschädigung erhielt er vor dem Amtsgericht Bad Iburg eine Strafe von zwei Jahren auf Bewährung. Er begann ein Studium der Deutschen Kunstgeschichte und Illustration, das er jedoch abbrach. Im Alter von 20 Jahren erhielt Turrek erste Aufträge für Graffiti auf Leinwand, später für Außenfassaden wie die 40 Balkone der Dörenbergklinik in Bad Iburg. In der Klinik zeigte er in einer Ausstellung erstmals seine Arbeiten. Weitere Teilnahmen an Gruppenausstellungen in Amsterdam, Brighton und Kopenhagen folgten.
Turrek fertigte unter anderem Porträts von Mark Forster, Robin Schulz, Snoop Dogg, Bruce Darnell, Rafael van der Vaart, Hans-Dietrich Genscher, Victoria Beckham, Paris Hilton, David Garrett, Jürgen Drews, Ralf Schumacher, der Band Culcha Candela, Bushido und Albert von Thurn und Taxis. Einige davon zeigte er in der Ausstellung „Wall of Fame“ in Berlin, Dubai und Los Angeles.
In Köln-Ehrenfeld unternahm er 2012 mit der Gestaltung der Außenwand der dortigen „Kletterfabrik“ durch eine 640 m² große Arbeit den Versuch eines Weltrekordes für einen Eintrag in das Guinness-Buch der Rekorde in der Rubrik „Weltgrößtes Graffiti“. 2014 unternahm er zusammen mit 575 Auszubildenden der Daimler-AG-Standorte Wörth, Gaggenau und Mannheim und anderen Teilnehmern einen weiteren Weltrekordversuch, bei dem bei einer Zeitvorgabe von 15 Sekunden pro Teilnehmer ein 16 m² großes Bild entstand. 2014 realisierte er zwei Wandbilder im 45. Stock des Empire State Building in New York City.
Im April 2018 zeigte er in seiner ersten Einzelausstellung im Hamburger „Apartimentum“ zahlreiche aus dem chinesischen Künstlerdorf Dafen stammende Kopien von Meisterwerken etablierter Künstler, die er als Ausgangsmotive eigener Interpretationen genutzt und mit Graffiti versehen hatte. Von August bis Oktober 2018 folgte seine Ausstellung „Opposites attract“ im Dresdener Kurländer Palais.
Turreks Hauptbetätigung ist die individuelle Auftragslackierung von hochpreisigen Automobilen. Er entwickelte einen UV-beständigen Thermolack, der bei Kontakt mit warmem und kaltem Wasser seine Farbe verändert. Hierbei kann eine Temperatur zwischen 18 und 78 Grad bestimmt werden, ab der sich kleine Kristalle im Lack aufstellen und darunter liegende Farbschichten sichtbar machen. Bei Temperaturen unter der bestimmten Gradzahl legen sich die Kristalle wieder auf den Untergrund. Bei zahlreichen seiner Lackierarbeiten wird so Turreks eigentliches künstlerisches Sprühdesign nur unter entsprechendem Wärmeeinfluss optisch freigelegt. Zudem entwickelte er einen Lack, der auf Geräusche und Musik reagiert und über elektromagnetische Impulse zum Leuchten gebracht werden kann. 2022 bearbeitete Turrek für den Sportwagenhersteller Briggs Automotive Company aus Liverpool ein BAC-Mono-Fahrzeug  mit einem auf UV-Licht reagierenden Farbdesign.
Des Weiteren nutzte er auch Kopfhörer, Handy-Hüllen, Sneakers, Skateboards, Kaffeebecher und Toiletten als Bildträger, wofür er Designaufträge von Großunternehmen wie Sony, Adidas, Nike, Starbucks oder Bench erhielt. Auch Tom Tailor, die Postbank, die Stadtwerke Osnabrück, die Hilton-Hotels sowie Mattel und Nikon nahmen seine Dienste in Anspruch. Für den Paramount-Pictures-Film Transformers: The Last Knight von 2017 setzte er das Design für den Anführer der Autobots, „Optimus Prime“, um. Zu seinen Kunden gehören zahlreiche Prominente wie Vin Diesel, Gigi Hadid, Robert Downey Jr., Snoop Dogg, Rihanna, Michael Jordan, Paris Hilton, Justin Bieber, Marco Reus, Flo Rida, die Herrscherfamilie des Emirats Dubai und andere.
Am 12. November 2018 wurde Turrek vom Amtsgericht Osnabrück wegen Steuerhinterziehung verurteilt. Das Strafmaß wurde zur Bewährung ausgesetzt. Am 3. Juli 2019 wurde gegen Turrek ein Insolvenzverfahren eröffnet.

## Familie
René Turrek wuchs in Bad Iburg auf. Er ist verheiratet und Vater zweier Kinder.

## Verschiedenes
2016 war Turrek Schirmherr des Jugendförderpreises des Landkreises Osnabrück.
Er hatte Auftritte in Fernsehsendungen wie Red.STYLE (Sixx, Oktober 2015), Grip – Das Motormagazin (RTL II, Februar 2016), Volle Kanne (ZDF, Juli 2018), taff (ProSieben, August 2018) und 17:30 Sat.1 (August 2018). Turreks Video, das auf einem Lamborghini seine Arbeit „The First Avenger“ von 2015 zeigt, wurde auf YouTube über 1,7 Millionen Mal abgerufen (Stand Oktober 2020).